# Scauri
Scauri (AFI: /ˈskauri/) è una frazione di 7259 abitanti del comune italiano di Minturno, a 4 km dal capoluogo comunale. Si trova lungo la Via Appia, a sud-est di Formia.

## Geografia fisica
Affacciata sulla costa laziale del Mar Tirreno e situata fra i due promontori di monte d’oro e monte d’argento, è una rinomata località turistica balneare dell'Italia centromeridionale. È sovrastata dalla catena dei monti Aurunci. Il clima è di tipo mediterraneo.

## Storia
Scauri è sempre stata una frazione del comune di Minturno, borgo millenario issato sulle colline dopo la distruzione di Minturnae (città di epoca romana edificata alla foce del fiume Garigliano).
Le province a cui è appartenuta invece sono state molteplici, a seconda del rimaneggiamento e rimodellamento territoriale e amministrativo. In ordine cronologico esse sono state: Terra di Lavoro, provincia di Caserta, provincia di Littoria e provincia di Latina.

## Monumenti e luoghi d'interesse

### Architetture religiose

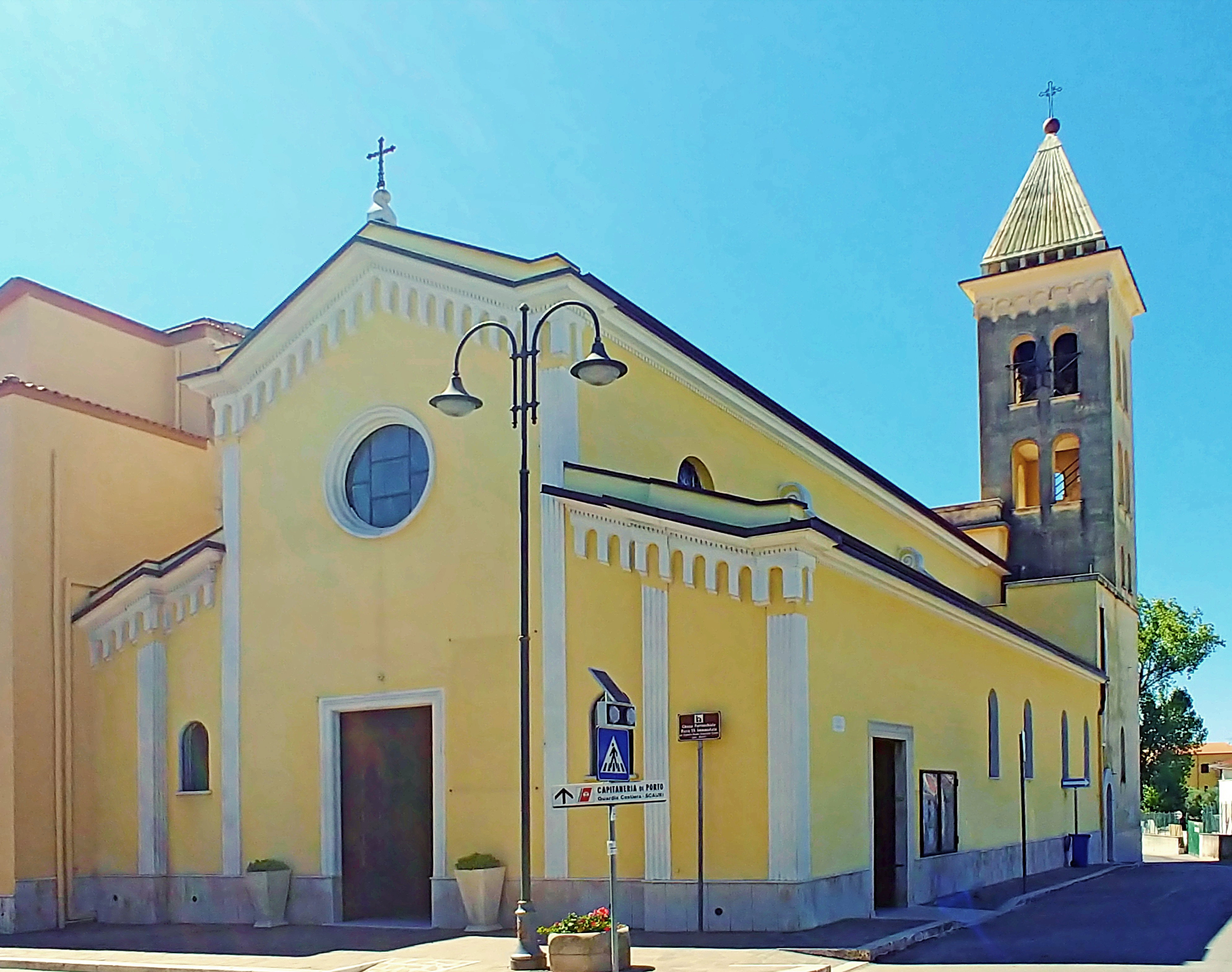
Chiesa di Maria Santissima Immacolata

Papa Pio IX nel 1850 attraversò la via Appia, dopo l'esilio di Gaeta. Nella cappella ducale della famiglia Caracciolo-Carafa, fin da quel momento, si diffuse il culto mariano, culminante nella festa patronale della Natività di Maria (8 settembre). Nel 1931 la cappella ducale fu elevata a dignità parrocchiale e dedicata a Maria Santissima Immacolata, su iniziativa del primo parroco della cittadina, don Antonio Pecorini (1878-1950).
Nel 1954, in occasione del centenario di proclamazione del Dogma dell'Immacolata Concezione, fu realizzata una statua della Vergine dallo scultore altoatesino Giuseppe Obletter, benedetta in Vaticano dal papa Pio XII ed incoronata nel 2003 da Pierluigi Mazzoni, arcivescovo di Gaeta.
In conseguenza dell'ulteriore sviluppo della cittadina, nel 1958 fu creata un'altra parrocchia, dedicata alla Vergine e Martire Albina, alla quale era intitolata, in passato, una Chiesa, menzionata nel Codex diplomaticus cajetanus sin dal 981 e in una bolla di papa Adriano IV del 1158.

## Cultura

### Cinema
La spiaggia dei Sassolini, situata presso Monte d'Oro e ricadente nell'area del parco regionale Riviera di Ulisse, è immortalata nel film Per grazia ricevuta  e nello sceneggiato Il Conte di Montecristo del 1998. Altre scene dello stesso film furono girate in una villa di via del Golfo di Gaeta, nella zona di Scauri vecchia. Nel 2017 la spiaggia dei Sassolini fu scelta come location per alcune sequenze della terza stagione di Gomorra. Ancora presso il Monte d'Oro danzarono delle ballerine nello Zibaldone (2008), film diretto e interpretato da Umberto Del Prete.

## Economia
Fin dall'antichità Scauri basò la propria economia sull'agricoltura, sulla pesca e sul turismo. Con l'avvento dell'era industriale, sorsero fabbriche di laterizi, ceramiche ed una cartiera, menzionata dallo scrittore tedesco Johann Wolfgang von Goethe nel libro La biografia di Hackert del 1811. 

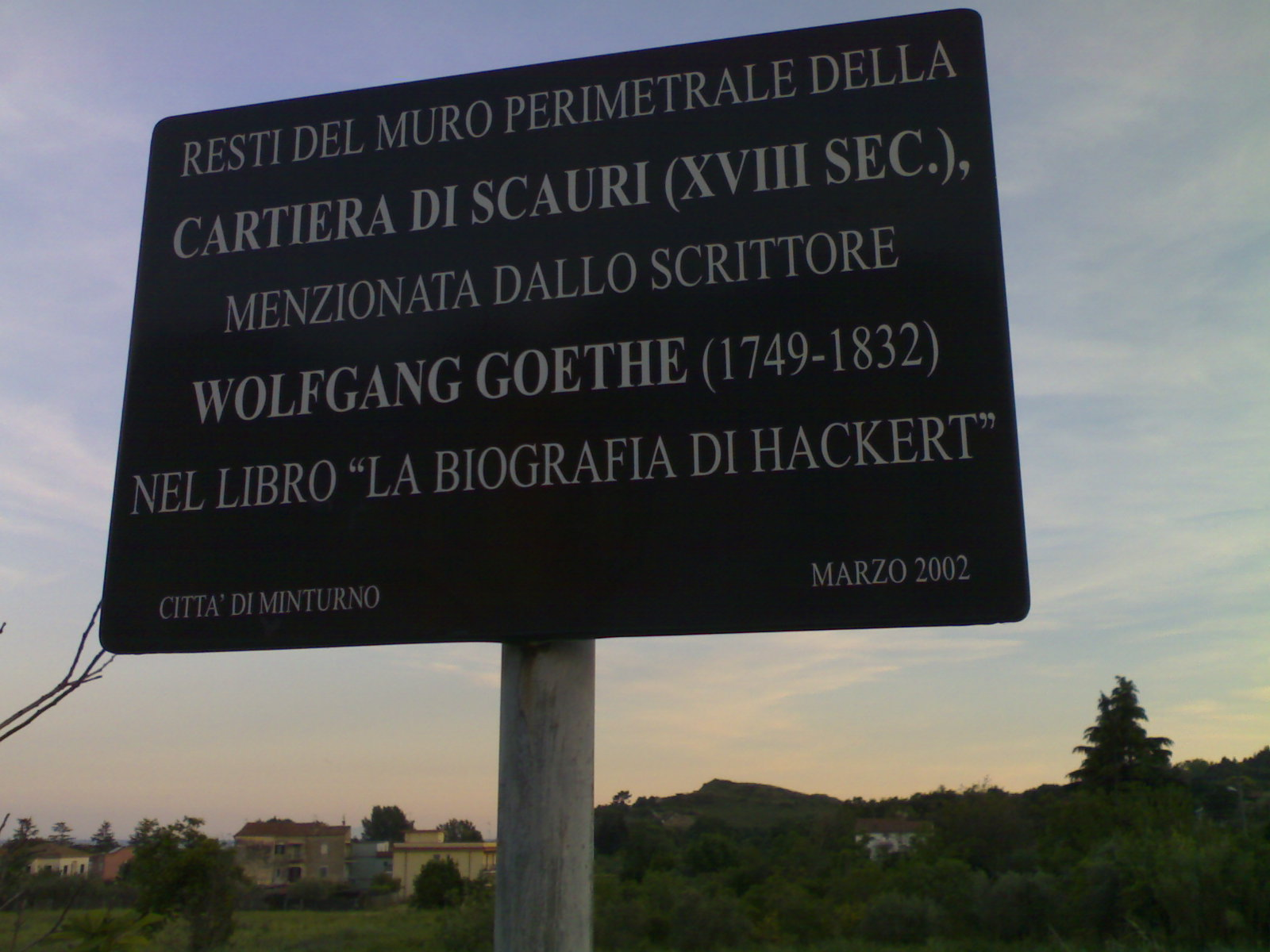
Cartello sulla via Appia al km 150 in località Scauri di Minturno che ricorda come lì sorgesse la cartiera citata nella "Biografia di Hackert" di Johann Wolfgang von Goethe

Fornitrice del regno di Napoli, la cartiera di Scauri della famiglia Merola produsse fogli pregiati per la calcografia e la stamperia reale. I resti del muro perimetrale della fabbrica sono ancora visibili sull'Appia, nei pressi della chiesa parrocchiale dell'Immacolata.
In seguito, verso la fine dell'Ottocento, sorsero due stabilimenti di laterizi: Sieci e Capolino. Entrambi gli opifici furono eredi di un'antica attività: quella della lavorazione della creta, praticata già dalla gens Pirana. L'ex complesso Sieci rappresenta un esempio di archeologia industriale, con il suo tipico forno Hoffmann. Il comune di Minturno, proprietario dell'immobile, è impegnato a trasformare la vecchia fornace in polo culturale. Nel 1996 fu presentato un progetto di ristrutturazione e recupero dell'area dall'architetto Ersilia Russo, che fu presentato con un convegno e una mostra a Minturno.
La principale fonte di reddito è il turismo che attrae numerosi villeggianti nel periodo estivo grazie alla qualità del mare e delle coste.

## Infrastrutture e trasporti

### Ferrovie
|  | È raggiungibile dalla stazione di Minturno-Scauri. |

## Sport

### Basket
- Fortitudo Scauri che, nel campionato 2022-2023, milita nel campionato maschile di Serie C Silver.[6]

### Calcio
- Lo Scauri Calcio è una società dilettantistica provinciale.